# ヴィクトリア・ヘートヴィヒ・カロリーネ・フォン・アンハルト＝ベルンブルク＝シャウムブルク＝ホイム
ヴィクトリア・ヘートヴィヒ・カロリーネ・フォン・アンハルト＝ベルンブルク＝シャウムブルク＝ホイム（Viktoria Hedwig Karoline von Anhalt-Bernburg-Schaumburg-Hoym, 1749年1月9日 - 1841年1月26日）は、ドイツの諸侯アンハルト＝ベルンブルク＝シャウムブルク＝ホイム家の貴賤婚の出生子。アンハルト＝ベルンブルク＝シャウムブルク＝ホイム侯女を私称した。フランス革命最初の反革命的王党派として逮捕・処刑されたトマ・ド・マイ・ド・ファヴラ侯爵の妻であり、自身も夫に連座して逮捕・拘束されたが、死刑は免れた。

## 生涯
アンハルト＝ベルンブルク＝シャウムブルク＝ホイム侯カール・ルートヴィヒが、まだ侯世子でなかった頃に秘密結婚した平民女性ベニアミーネ・ゲルトルート・カイザー（1729年 - 1787年）との間にもうけた唯一の子である。父は結婚後わずか1年で母を捨てたため、カロリーネが生まれたとき、母は娘のために父からの認知の書状を偽造した。両親の婚姻無効は1757年デン・ハーグの控訴裁判所によって宣言された。母はカロリーネを連れてパリに移住し、母娘はスービーズ公の邸宅に引き取られた。
1778年1月26日マンハイムで、王弟プロヴァンス伯のスイス衛兵隊員の1人だったトマ・ド・マイ・ド・ファヴラ侯爵と結婚。結婚後まもなく、夫は妻のアンハルト侯女（Prinzessin von Anhalt）としての諸権利の正当性を認めてもらうため、ウィーンの帝国宮内法院に請願を行っている。宮内法院は1778年5月11日付の布告でこの要求を却下した。カロリーネ自身による、侯女より下位の「アンハルト女伯（Gräfin von Anhalt）」の称号を認めるようにとの申請も、同じく1780年9月14日付の布告で宮内法院に却下されている。ただし宮内法院はカロリーネがアンハルト侯家から年金を支給される権利を認めている。カロリーネはその後ベーレンタール男爵夫人（Baronin von Bärental）を称した。
1789年12月24日深夜、パリ市の調査委員会の命令でカロリーネは夫と共に逮捕され、2日後の12月26日シャトレ裁判所で反革命的策謀と国家反逆罪で有罪と宣告された。夫妻はそのままシャトレ監獄に収監された。ファヴラ侯爵は死刑を言い渡され、1790年2月19日に処刑された。侯爵は遺言の中で親族・友人たちに、妻と2人の子供たちに保護と経済的援助をしてくれるよう頼んでいる。カロリーネは夫の刑死後に釈放され、2人の子を連れてフランスを去り、オーストリアに亡命した。ルイ16世はカロリーネに王室費から賠償金を支払い、その後も金銭的援助を続けた。

## 子女
夫との間に1男1女があった。
- シャルル・ド・マイ・ド・ファヴラ（1782年 - 1830年） - オーストリア軍・ロシア軍の軍人。1830年消息不明となる[2]。
- カロリーヌ・ド・マイ・ド・ファヴラ（1787年 - 1865年） - 1805年ルドルフ・リューディガー・フォン・シュティルフリート・ウント・ラットニッツ男爵（1764年 - 1833年）と結婚[3]。
  - アウグスト・ヴィルヘルム・シュティルフリート・フォン・ラットニッツ男爵（1806年 - 1897年） - 伯爵令嬢アンナ・クラム＝マルティニッツ（1802年 - 1874年）と結婚。
    - ライムント・シュティルフリート・フォン・ラットニッツ男爵（1839年 - 1911年） - 明治日本で活動した写真家。

## 引用
1. ↑  Allgemeine deutsche Real-Encyklopädie für die gebildeten Stände: Conversations-Lexikon, Band 6, S. 163, F. A. Brockhaus, 1865
2. ↑  Friedrich Wilhelm Hermann Wagener: Staats- und Gesellschafts-Lexikon: neues Conversations-Lexikon, Band 7, S. 336, F. Heinicke, 1861
3. ↑  https://familienverband-stillfried.de/images/sampledata/Stammbaum/Stammbaum.html